# Zemrane
Zemrane  (in arabo زمران‎?) è un centro abitato e comune rurale del Marocco situato nella provincia di El Kelâat Es-Sraghna, regione di Marrakech-Safi. Conta una popolazione di 14 338 abitanti (censimento 2014).